# Qwiki
Qwiki  es un sitio web multimedia que une una lectura robótica de un resumen de texto procedente de cualquier artículo elegido de Wikipedia con imágenes fijas o en movimiento extraídas de diversas fuentes de la web. Estas intentan sincronizarse contextualmente con el texto que es leído con el objetivo de producir un audiovisual con una visión general del tema. Está respaldada por el cofundador de Facebook Eduardo Saverin, y el cofundador de YouTube, Jawed Karim con una financiación de 8 millones de dólares. Se puso en marcha en modo de prueba alfa, el 24 de enero de 2011. El sitio también ofrece maneras fáciles de compartir e incrustar el contenido producido.
Sus cofundadores son Louis Monier, fundador del motor de búsqueda AltaVista y Jefe de tecnología de Qwiki, con Doug Imbruce. Qwiki ganó el premio TechCrunch Disrupt en 2010.
Los planes para el futuro de Qwiki son permitir a los usuarios crear sus propios informes Qwiki de sí mismos mediante la vinculación a sus páginas de Facebook o LinkedIn.
El sitio no debe confundirse con la Física Cuántica Wiki alojado en la Universidad de Stanford y también llamado Qwiki .